# Dacia Duster
Dacia Duster je SUV vyráběné rumunskou automobilkou Dacia. Poprvé byl představen 8. prosince 2009, vyrábí se od března 2010. Automobil reagoval na poptávku zákazníků po dostupném voze s pohonem všech kol. Druhá generace následovala v roce 2017.
Automobil je postaven na platformě Nissan B0, kterou sdílí např. s  SUV Nissan Juke. Díky ní je k dostání s pohonem předních či všech čtyř kol.
V minulosti na některých trzích byl pod názvem Dacia Duster prodáván terénní vůz ARO 10. První generace vozu pak byla nabízena na vybraných trzích také jako Renault Duster nebo Nissan Terrano.

## Motory
Dacia Duster byla osazovány těmito motory:
| Označení        | Objem    | Výkon | Maximální rychlost | Zrychlení | Dostupnost | Spotřeba     |
| --------------- | -------- | ----- | ------------------ | --------- | ---------- | ------------ |
| 1,6 16V 105     | 1598 cm³ | 77 kW | 164 km/h           | 11,5 s    | verze 4×2  | 7,5 l/100 km |
| 1,6 16V Ethanol | 1598 cm³ | 77 kW | 164 km/h           | 11,5 s    | verze 4×2  | 7,1 l/100 km |
| 1,6 16V 105     | 1598 cm³ | 77 kW | 160 km/h           | 11,8 s    | verze 4×4  | 8 l/100 km   |
| 1,6 16v 114     | 1598 cm³ | 84 kw | 170 km/h           | 11,0 s    | verze 4×2  | 6,4 l/100 km |
| 1,6 16v 114     | 1598 cm³ | 84 kw | 168 km/h           | 12,0 s    | verze 4×4  | 6,8 l/100 km |
| 1,2 16v 125     | 1197 cm³ | 92 kw | 175 km/h           | 10,4 s    | verze 4×2  | 6,1 l/100 km |
| 1,2 16v 125     | 1197 cm³ | 92 kw | 178 km/h           | 11,0 s    | verze 4×4  | 6,4 l/100 km |
| 1,5 dCi 85      | 1461 cm³ | 63 kW | 156 km/h           | 13,9 s    | verze 4×2  | 5,1 l/100 km |
| 1,5 dCi 110     | 1461 cm³ | 79 kW | 171 km/h           | 11,8 s    | verze 4×2  | 5,3 l/100 km |
| 1,5 dCi 110     | 1461 cm³ | 81 kW | 168 km/h           | 12,5 s    | verze 4×4  | 5,6 l/100 km |